# 狄托·傑克森
特利亞諾·阿達瑞奧·傑克森（英語：Toriano Adaryll Jackson，1953年10月15日—2024年9月15日），美国摇滚音乐歌手，傑克森五人組成員之一，出生於印第安那州的蓋瑞市，幼年受母親凱瑟琳影響加入耶和華見證人教會。流行音樂之王麥可·傑克森的二哥，在傑克森家族排行第三。

## 早年經歷
同傑克森家族的其他孩子一樣，狄托·傑克森幼年時經常趁音樂人父親約瑟夫離開時擺弄他的樂器，有一次被約瑟夫發現，他吉他彈得有模有樣，很有吉他手的天賦，於是著手培養他們。1960年代初，他與他的兩個兄弟組成了一個叫傑克森兄弟的樂團，父親是樂團的經紀人。樂團頻繁在當地酒吧演出，以貼補他們不富裕的家庭。這個樂團就是傑克森五人組的前身，狄托擔任樂團的吉他手。1964年他的兩個弟弟也相繼加入，樂團更名為傑克森五人組。樂團很快在當地小有名氣，1967年樂團被父親引薦到鋼城（Steeltown）唱片公司，發行了為數不多的幾張單曲。1968年樂團與摩城唱片簽約。1975年樂團轉投至哥倫比亞唱片。
狄托一直是樂團的吉他手與幕後製作人，他製作並編寫了但是很多歌曲，如Everybody，Destiny和Push Away等，在1978年發行的Destiny專輯中他擔任主要製作人。1984年的Victory專輯中他首次主唱了歌曲We Can Change the World。
2003年狄托在他的官方網站公開了首張個人專輯I Gotta Play，但後來不明原因取消發表。

## 個人生活

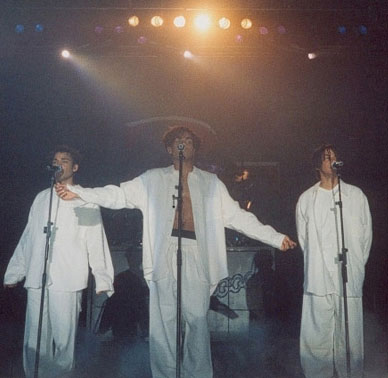
Taryll, TJ, Taj Jackson.

狄托在1972年他18歲時與Delores "Dee Dee" Martez結婚（後於1988年離婚），他們有三個孩子：
- 長子"Taj" Toriano Adaryll Jackson，Jr.生於1973年
- 次子Taryll Adren Jackson生於1975年
- 三子"TJ" Tito Joe Jackson生於1978年

2008年夏天，傑克森家族準備在英格蘭的德文郡購買一套渡假別墅，狄托前來瞭解情況，這個過程被當地Channel 4電視臺製作成了一個電視節目，名叫The Jacksons Are Coming（傑克森們來了）。

## 個人專輯
I Gotta Play（2003年） （页面存档备份，存于）